# Chamariz
O chamariz, milheirinha-europeia, serrazina ou grasina (Serinus serinus) é um pequeno pássaro da família Fringillidae.

## Descrição
É comum em toda a Europa, encontrado em parques, jardins e matas de coníferas. Plumagem malhada de castanho escuro e amarelo. No verão, o amarelo intensifica-se, e a cabeça fica quase completamente amarela. O juvenil não possui amarelo, apenas riscas de castanho e branco. Mede cerca de 11 a 12 cm de comprimento, e pesa de 8,5 a 14g. O bico é curto e de cor clara, a cabeça é grande, o dorso, o manto e os flancos são listrados de escuro; o uropígio é amarelo vivo no macho e amarelo-esverdeado na fêmea; no macho a testa, os lados do pescoço, e o peito são amarelo-limão enquanto na fêmea são branco-amarelados.

## Distribuição
Outrora um pássaro tipicamente mediterrânico, tem-se expandido por toda a Europa, chegando à Suécia e Inglaterra, a norte, à Ucrânia, Balcãs e Ásia Menor, a leste, e a Marrocos, a sul. Na Península Ibérica é comum em todas as estações do ano.
Reproduz-se por toda a Europa ( com excepção das Ilhas Britânicas e da maior parte da Fino-Escandinávia), para leste até ao Báltico, oeste da Rússia e Bielorrússia, para sul até às ilhas do  Mediterrâneo, à Turquia (norte, oeste, e centro-sul), à Geórgia central, às Canárias, ao norte de África, ao Líbano e a Israel; passa o inverno no sul e sudoeste da Europa, no norte de África e no Iraque.

## Taxonomia
Descrito por Linnaeus, em 1766, na Suíça, com o nome de Fringilla Serinus. Sem subespécies.

## Habitat
O chamariz frequenta jardins, parques, pomares, pequenos bosques, de preferência com coníferas. Gosta também das orlas dos bosques, das clareiras, plantações, terrenos cultivados. Podemos encontrá-lo em áreas urbanas, mas também em ravinas e gargantas com árvores e arbustos até altitudes de 2000-2500m.

## Alimentação
Alimenta-se principalmente de sementes, gomos, rebentos e alguns insetos, como aranhas, afídios e larvas de traças. Durante o inverno consome maioritariamente sementes de gramíneas, na primavera come rebentos tenros de arbustos e árvores como o ulmeiro e a bétula. No inverno encontra-se em grandes bandos, nos campos alimentando-se de sementes de dente-de-leão (Taraxacum officinale). Também come sementes de Capsella, Polygonum e Artemisia vulgaris.

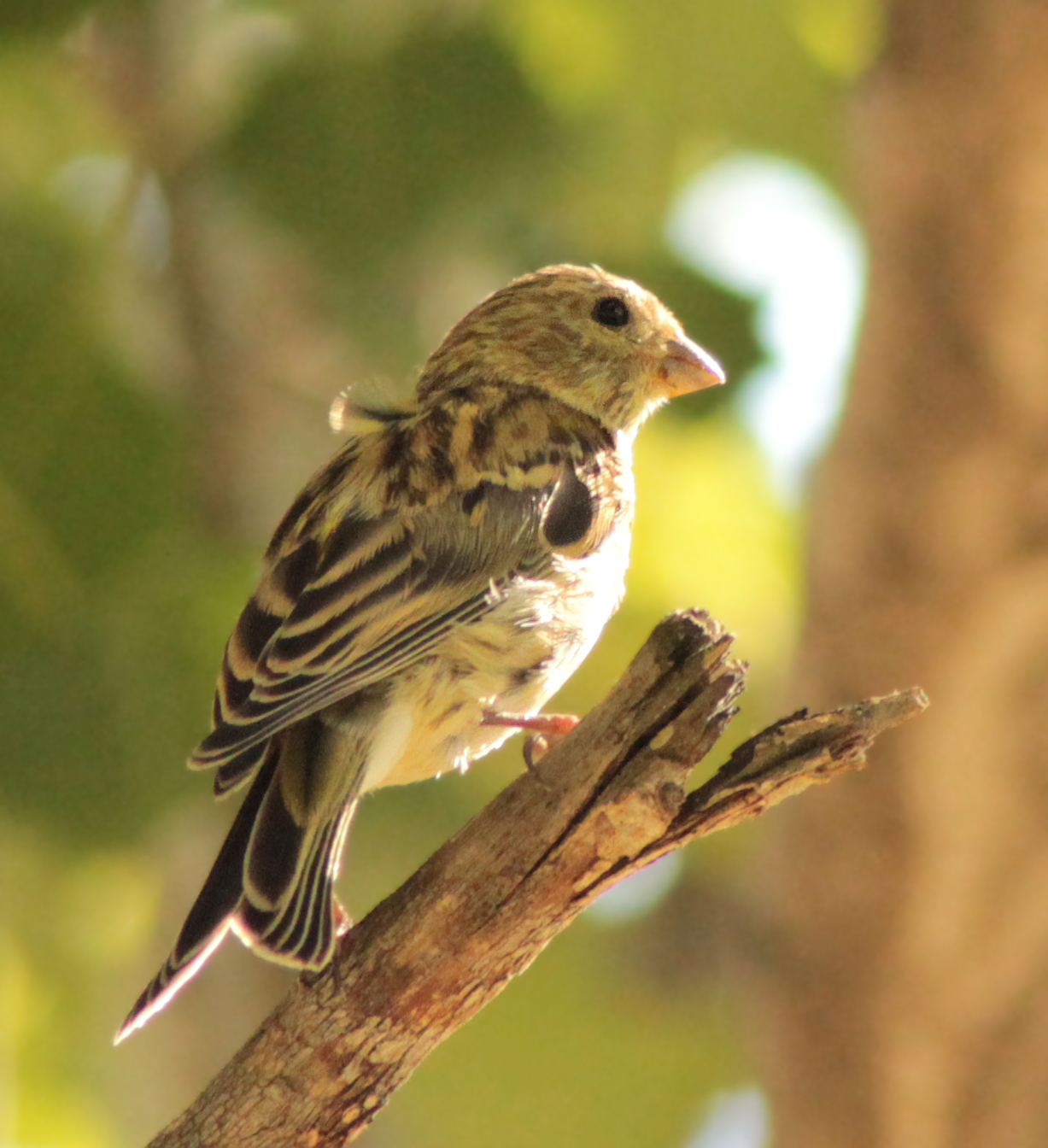
Fêmea

## Nidificação

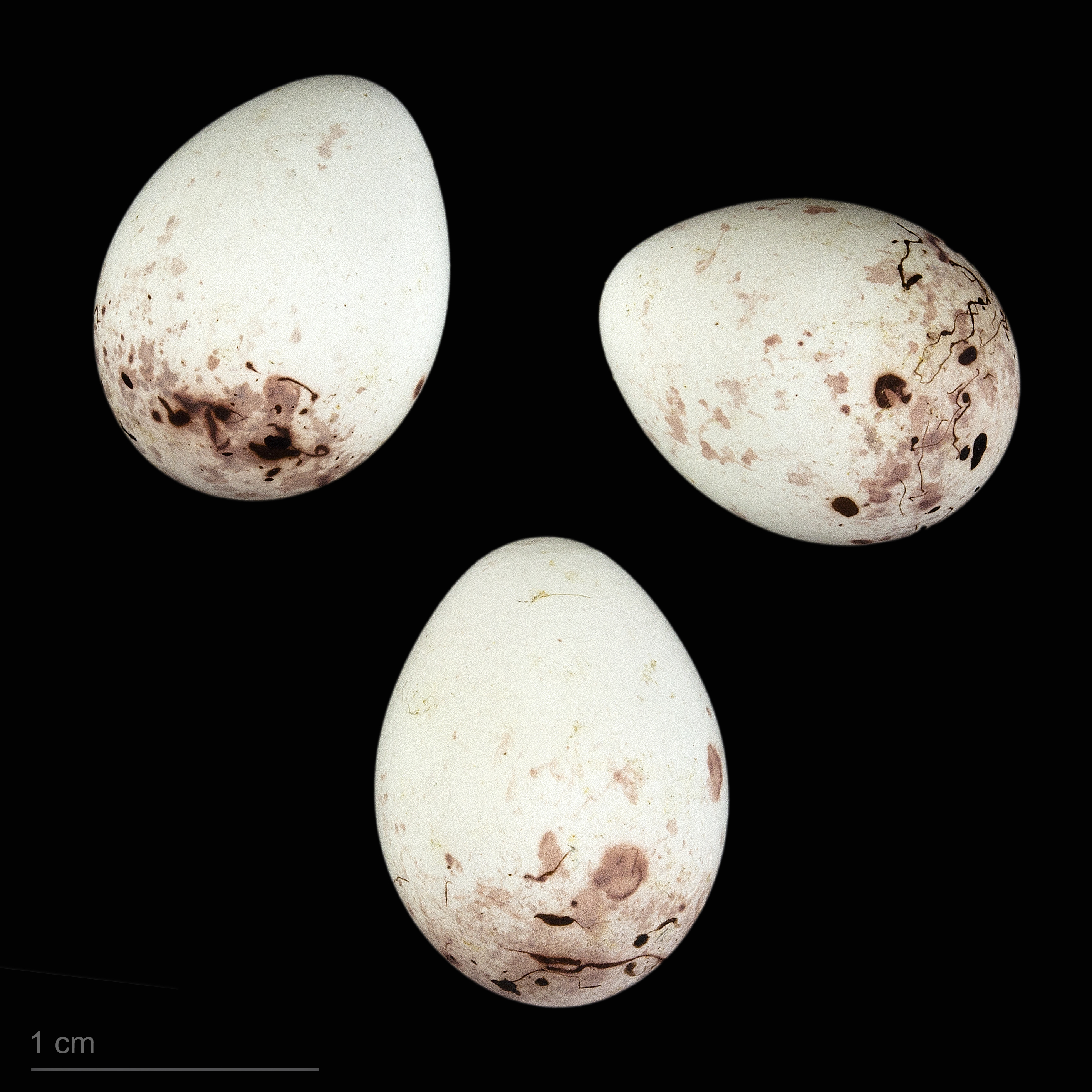
Serinus serinus - MHNT

A fêmea constrói o ninho num ramo de uma conífera, árvore de fruto ou arbusto, em forma de pequena taça, com ervas secas, musgos, líquenes, raízes, forrado com penugem vegetal, penas e pelos. A postura consiste em 3 a 4 ovos esbranquiçados com pintas escuras, incubados pela fêmea durante 12 a 13 dias ; ambos os progenitores alimentam as crias, mas nos primeiros dias o macho alimenta a fêmea e as crias. Os juvenis deixam o ninho com 15-18 dias e tornam-se independentes 9 a 10 dias depois.

## Comportamento
Pássaro muito enérgico, é dócil, apenas na época de acasalamento se torna mais agressivo e territorial. As aves meridionais são residentes. O voo é rápido e ondulado.
Possui um canto repetitivo e prolongado, áspero e com um ritmo rápido, lembrando vidro a partir.

## Filogenia
Foi obtida por  Antonio Arnaiz-Villena et al.

### Fotos
- The Internet Bird Collection Chamariz macho
- The Internet Bird Collection Chamariz juvenil

### Vídeos
- The Internet Bird Collection Chamariz fêmea
- The Internet Bird Collection Macho a cantar
- The Internet Bird Collection Juvenis bebendo